# Mimusops nossibeensis
Mimusops nossibeensis är en tvåhjärtbladig växtart som beskrevs av René Paul Raymond Capuron och André Aubréville. Mimusops nossibeensis ingår i släktet Mimusops och familjen Sapotaceae. Inga underarter finns listade i Catalogue of Life.